# Reventlow

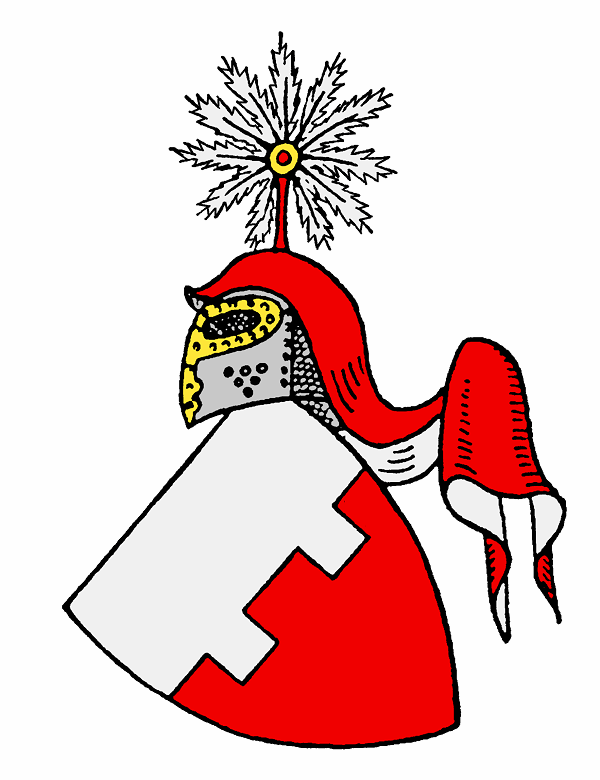
Wappen derer von Reventlow

Reventlow ist der Name eines holsteinischen und mecklenburgischen Uradelsgeschlechts, das zu den Equites Originarii Schleswig-Holsteins gehört. Die Herren und Grafen von Reventlow sind eines der bedeutendsten Geschlechter im westlichen Ostseegebiet und verzweigten sich auch nach Dänemark. Die Schreibweise wechselte zwischen Revetlo, Reventlo, Reventlau, Reventlou, Reventlow, Refendtlof und Reffentloff.

## Geschichte
Die nach einer Überlieferung aus Dithmarschen stammende Familie erscheint fast gleichzeitig mit demselben Wappen in Holstein und Mecklenburg. Im Holsteinischen wurde Godescalcus de Revetlo im Jahre 1223 erstmals urkundlich erwähnt. Er war Vasall des Grafen Albrecht von Orlamünde und Holstein. 1236 und 1258 erschien Thitlevus de Revetlow in Mecklenburg im Gefolge des Fürsten Johann I. In beiden Ländern konnten Angehörige der Familie im Laufe der Zeit bedeutende ständische und wirtschaftliche Stellungen einnehmen. Das Dithmarscher Geschlecht der Vogdemannen, ansässig auf der Geest zu Windbergen, ist desselben Ursprungs mit den Reventlow und führte ein gleiches Wappen. Ihre bedeutendsten Gegenspieler waren hierbei die Wollersmannen, aufgrund einer Fehde aus „alter Zeit“. Es stellte einige der dortigen Vögte des Erzbischofs von Bremen.
Die alte holsteinische Linie, vom 14. bis in das 16. Jahrhundert auch auf Fünen ansässig, erlosch 1752. Mit dem Aussterben des Gallentiner Zweiges erlosch 1772 auch der mecklenburgische Ast. Von diesem Ast hatten sich jedoch vorher Angehörige im Herzogtum Schleswig niedergelassen.
Im Einschreibebuch des Klosters Dobbertin von 1696 bis 1918 befindet sich unter Nr. 118 Anna Margaretha Levecken von Reventlau (ow), des Herrn Major von Reventlau vom Dänischen Corps Frl. Tochter, eingeschrieben am 23. Januar 1723.
Aus dem Zweig Ziesendorf (in Mecklenburg) kam Detlef Reventlow, der 1632 zum Kanzler von Christian IV. von Dänemark ernannt wurde. Er war Stammvater von zwei neuen Zweigen, die beide zu großem Einfluss gelangten.
Der ältere Zweig erlangte 1767 die dänische Lehnsgrafenwürde.

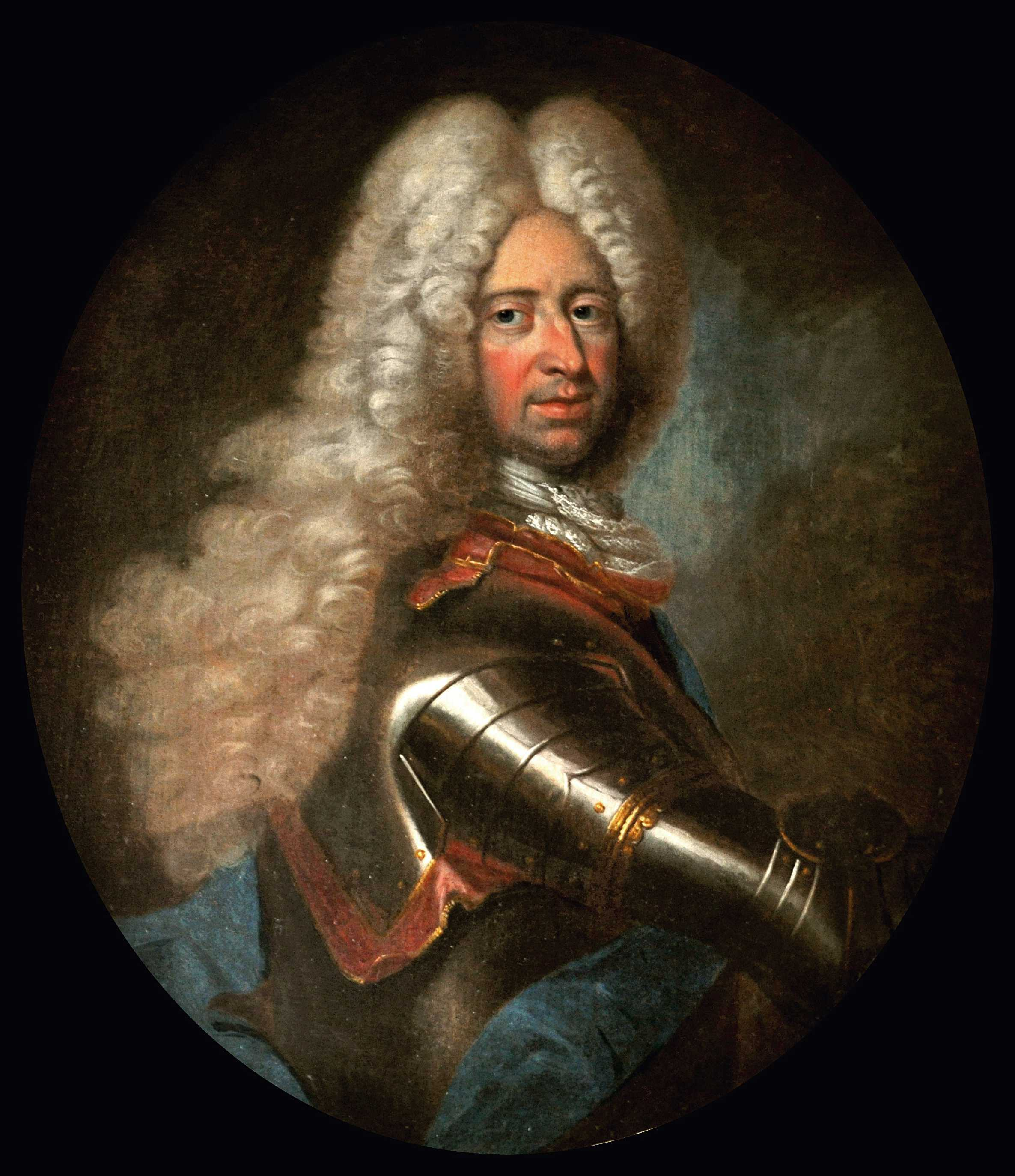
Graf Conrad von Reventlow (1644–1708), dänischer Premierminister

Der jüngere Zweig erwarb bereits 1673 die dänische Grafenwürde und am 23. Juli 1706 zu Wien den Reichsgrafenstand. Conrad von Reventlow (1644–1708), Großkanzler und Premierminister von Christian V. von Dänemark, erhielt den höheren lehnsgräflichen Rang und wurde mit der Lehnsgrafschaft Reventlou-Sandbjerg in Schleswig belehnt. Sein Sohn erwarb die Lehnsgrafschaft Christianssæde auf Lolland und die Lehnsbaronie Brahetrolleborg auf Fünen.
Die jüngere Tochter von Conrad von Reventlow, Anna Sophie von Reventlow (1693–1743), wurde 1712 Gemahlin von König Friedrich IV. von Dänemark und zur Herzogin von Schleswig erhoben. 1721 wurde sie zur dänischen Königin gekrönt. Weitere Reventlow waren mit den Herzögen von Holstein verschwägert. Das Geschlecht von Reventlow zählt bedeutende Persönlichkeiten des europäischen Hochadels, darunter auch die letzte deutsche Kaiserin Auguste Victoria, zu seinen Nachfahren.
Detlev von Reventlow (1712–1783), Erbe der Güter Altenhof und Glasau, kaufte 1764 Gut Emkendorf, 1767 von Detlef von Reventlow Gut Wittenberg und 1782 das Altenhof benachbarte Gut Aschau.
Die Grafen von Reventlow-Criminil mit dänischem Diplom von 1815 gehörten im Mannesstamm zu den französischen Marquis Le Merchier de Criminil. Joseph und Heinrich waren die Söhne einer Nichte von Julia von Reventlow, die sie zusammen mit ihrem Mann Friedrich Karl Reventlow adoptierte. Joseph erbte 1828 das Gut Emkendorf; seine Nachfahren verkauften es 1929.

## Besitzungen
Zu den schleswig-holsteinischen und mecklenburgischen Gütern, die sich zeitweise im Besitz der Reventlow befanden, gehörten unter anderem Gut Bülk (um 1350), Gut Kaden (15. Jh.), Gut Waterneverstorf (1592–1662), Gut Dobersdorf (im 17. Jh., ab 1625), Gut Altenhof (1691–1960, vererbt an die Familie von Bethmann-Hollweg) mit Wittenberg und Gut Jersbek (1840–1960), Quarnbek und Schmoel (um 1700), Hohenfelde mit Kollmar (um 1700–1739), Gut Rantzau (1728–1740), Gut Emkendorf (1764–1929), Gut Kaltenhof (1780–1910), Gut Falkenberg (ca. 1790–1848), Gut Testorf (18. Jh.), Gut Farve (19. Jh. bis 1926).

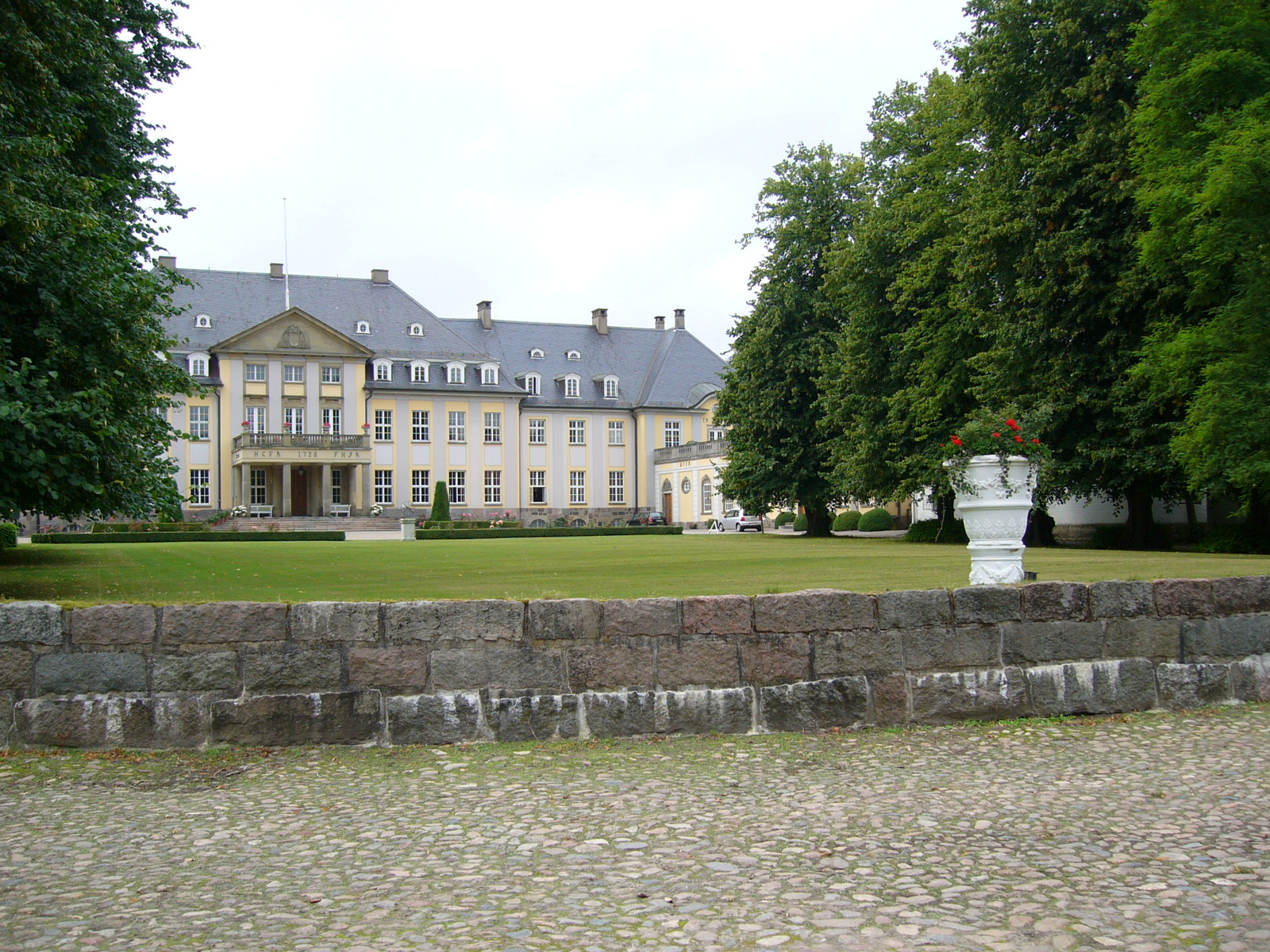
Gut Altenhof
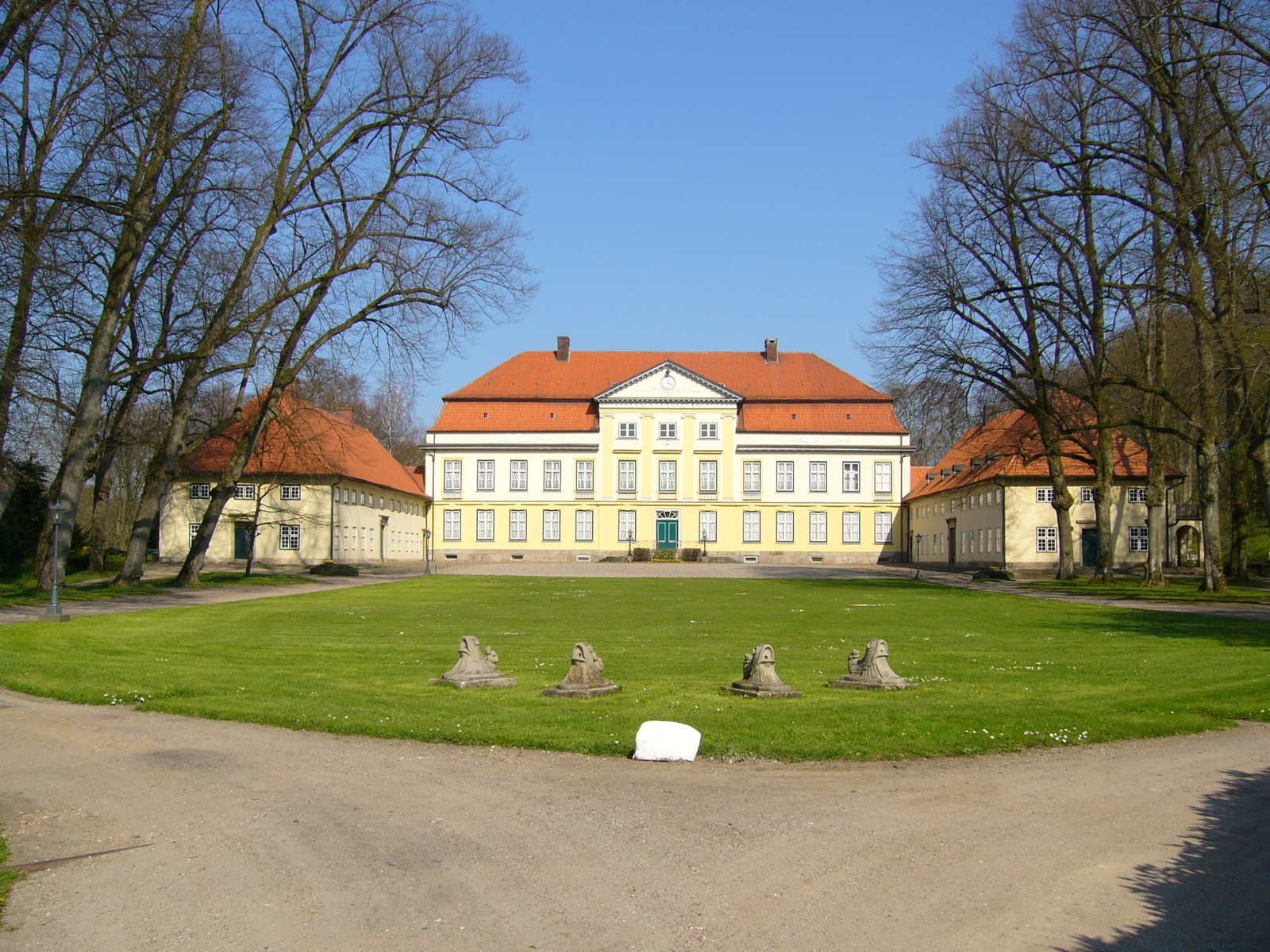
Gut Emkendorf

In Schleswig-Holstein ist die Familie bis heute ansässig auf Gut Damp (seit Ende des 16. Jahrhunderts), Gut Wittenberg (seit 1584), Gut Wulfshagen (bei Tüttendorf, seit 1903) und Gut Eckhof (seit 1972).

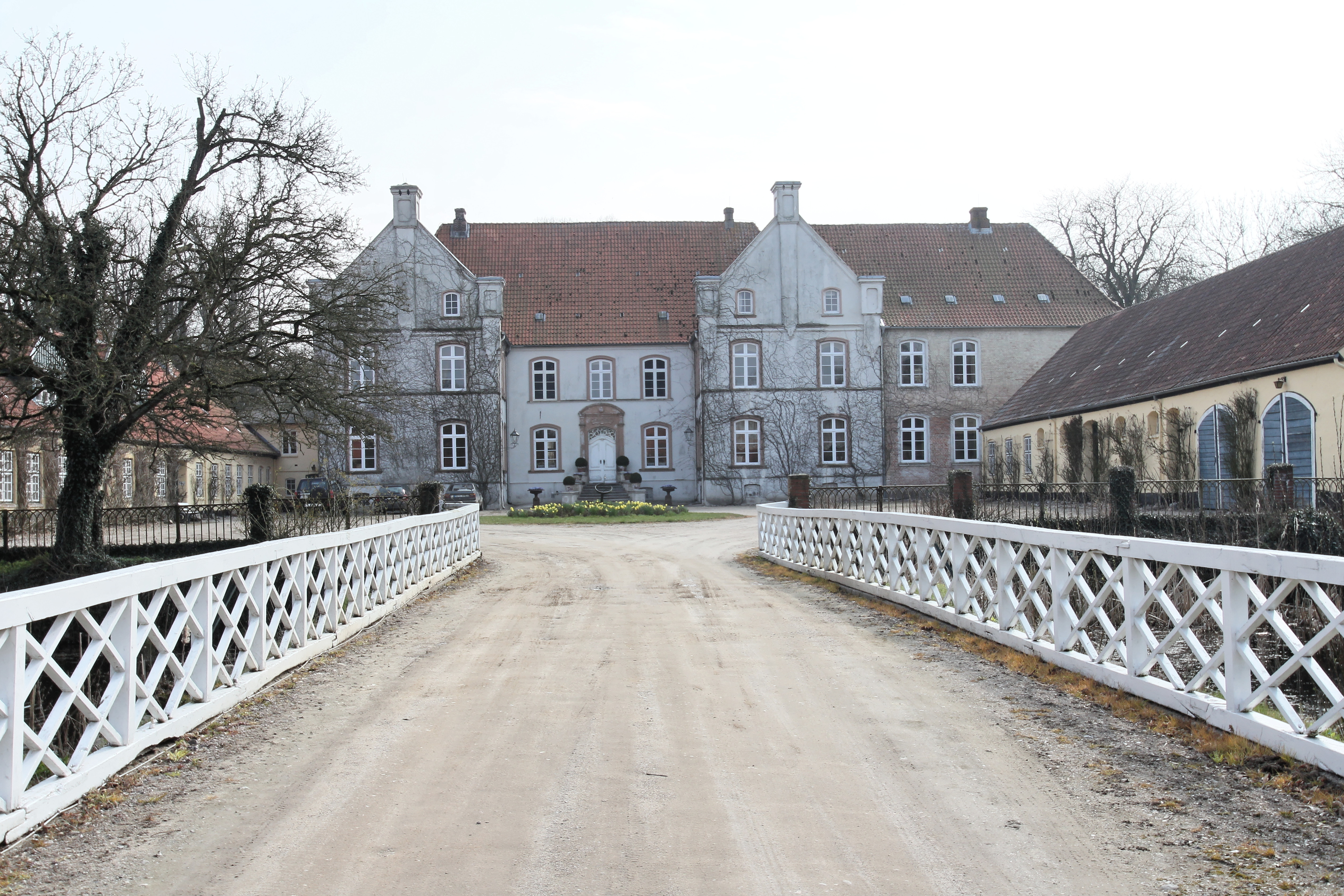
Gut Damp
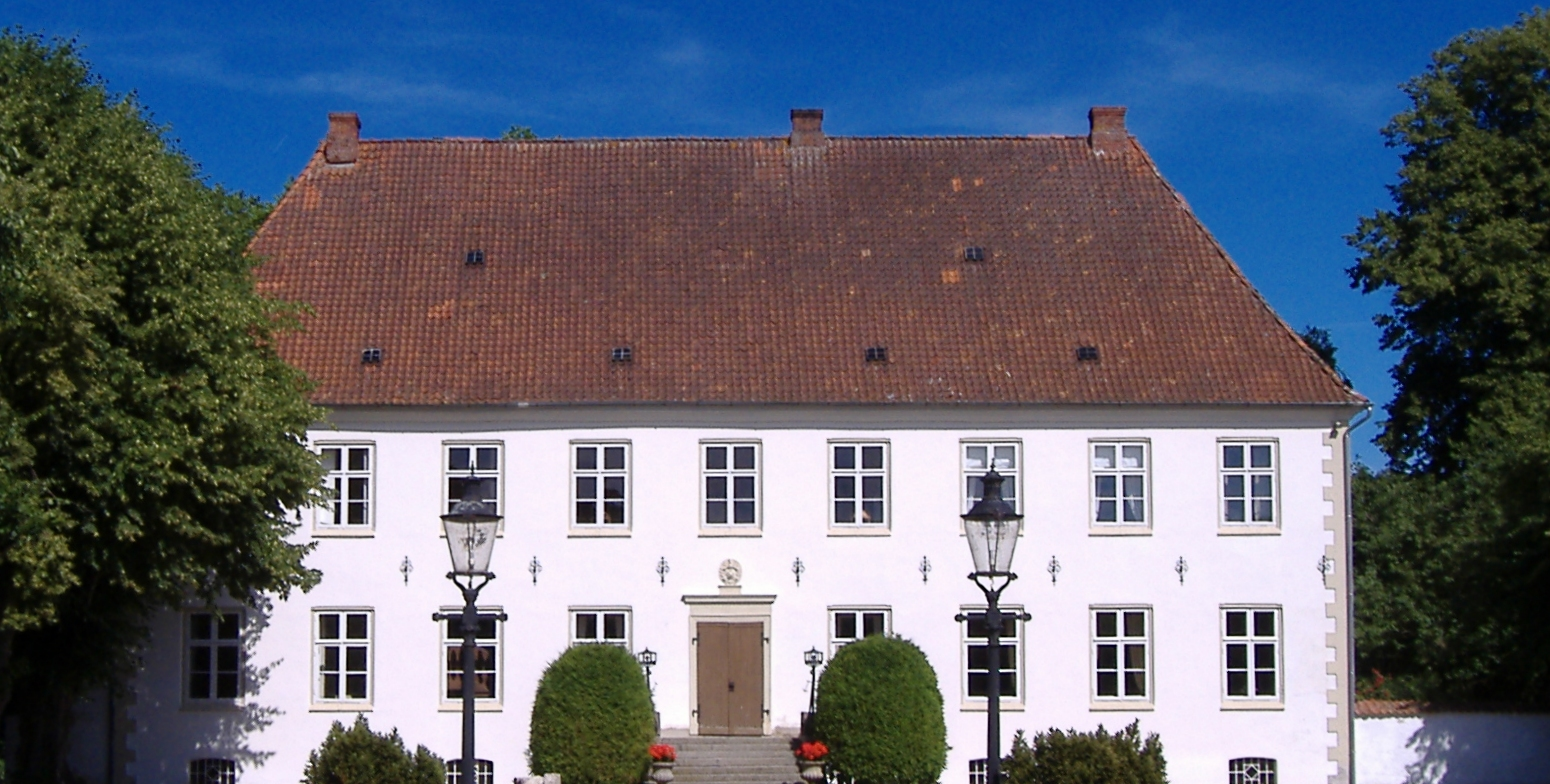
Gut Wulfshagen
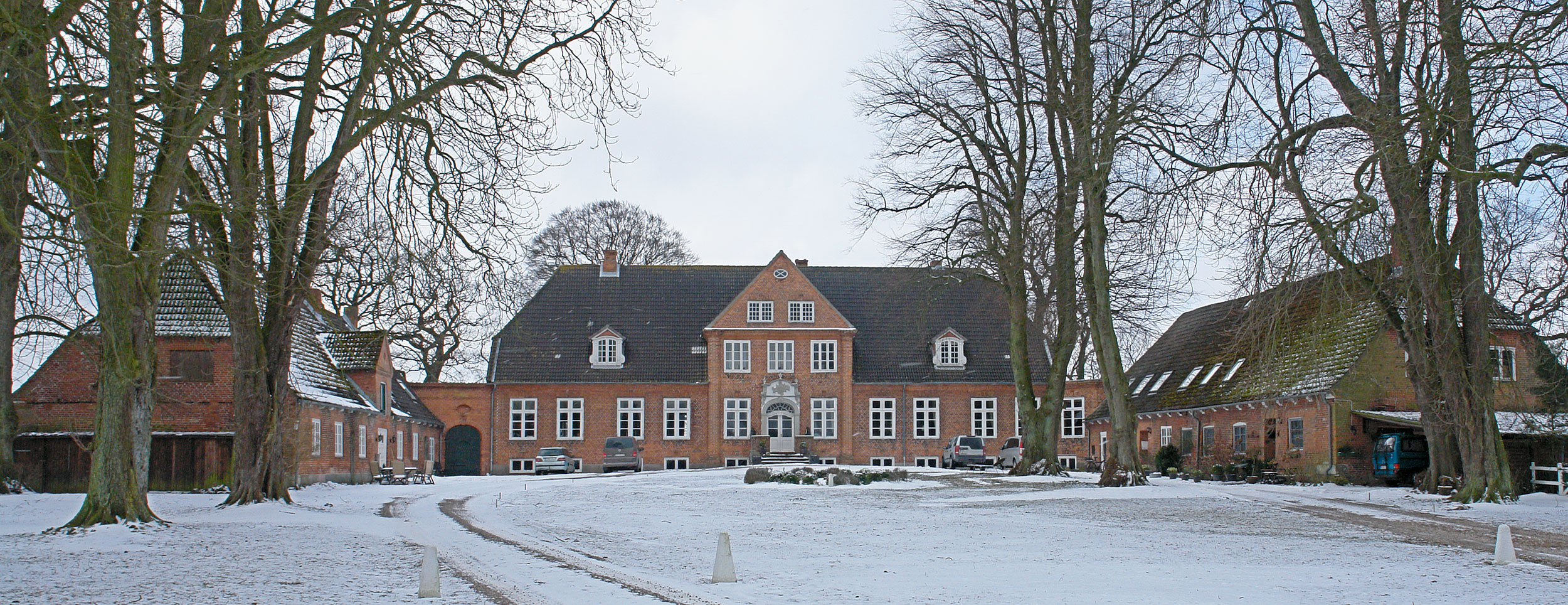
Gut Eckhof

In Dänemark war das Schloss Gram bereits um 1470 von den Reventlow übernommen bzw. erbaut worden und blieb bis 1664 im Besitz der Familie. 1673 erwarb der Premierminister Conrad Reventlow das Schloss Sandbjerg (1673–1930 im Besitz der Familie) mit Gut Ballegård und erbaute das Schloss Clausholm (1690–1743 im Besitz). Sein Sohn Christian Detlev von Reventlow erwarb Schloss Brahetrolleborg auf Fünen (1722–1960), Pederstrup auf Lolland (1725–1935) und Christianssæde auf Lolland (1728–1934). Dessen Sohn Conrad Detlev Reventlow (1704–1750) heiratete 1731 Wilhelmine Auguste, die Schwester des Herzogs Friedrich Karl von Schleswig-Holstein-Sonderburg-Plön; 1739 erwarb er das Schloss Krenkerup bei Radsted Sogn mit Nørregård und Rosenlund (1739–1793). Im Jahr 1900 kam das Gut Agerupgård in Våbensted Sogn an die Grafen Reventlow, die dort noch ansässig sind.
Bürgerliche Nachfahren in weiblicher Linie, die jedoch den Namen Reventlow (ohne Adelstitel) führen, sind die Familien Reventlow-Mourier auf Brahetrolleborg und Reventlow-Grinling auf Krenkerup, sowie einige Nachkommen in der kognatischen Linie in Schweden.

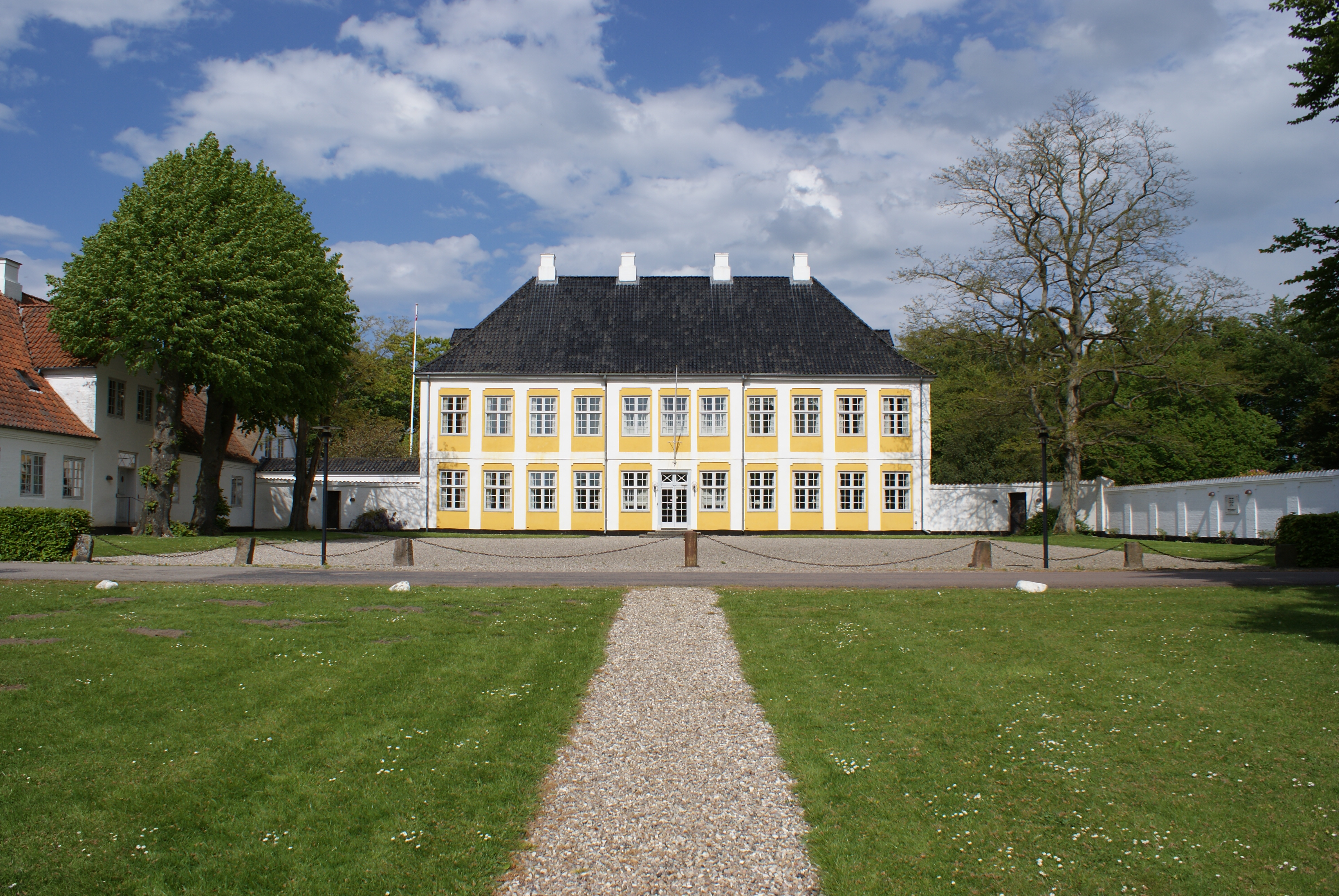
Schloss Sandbjerg
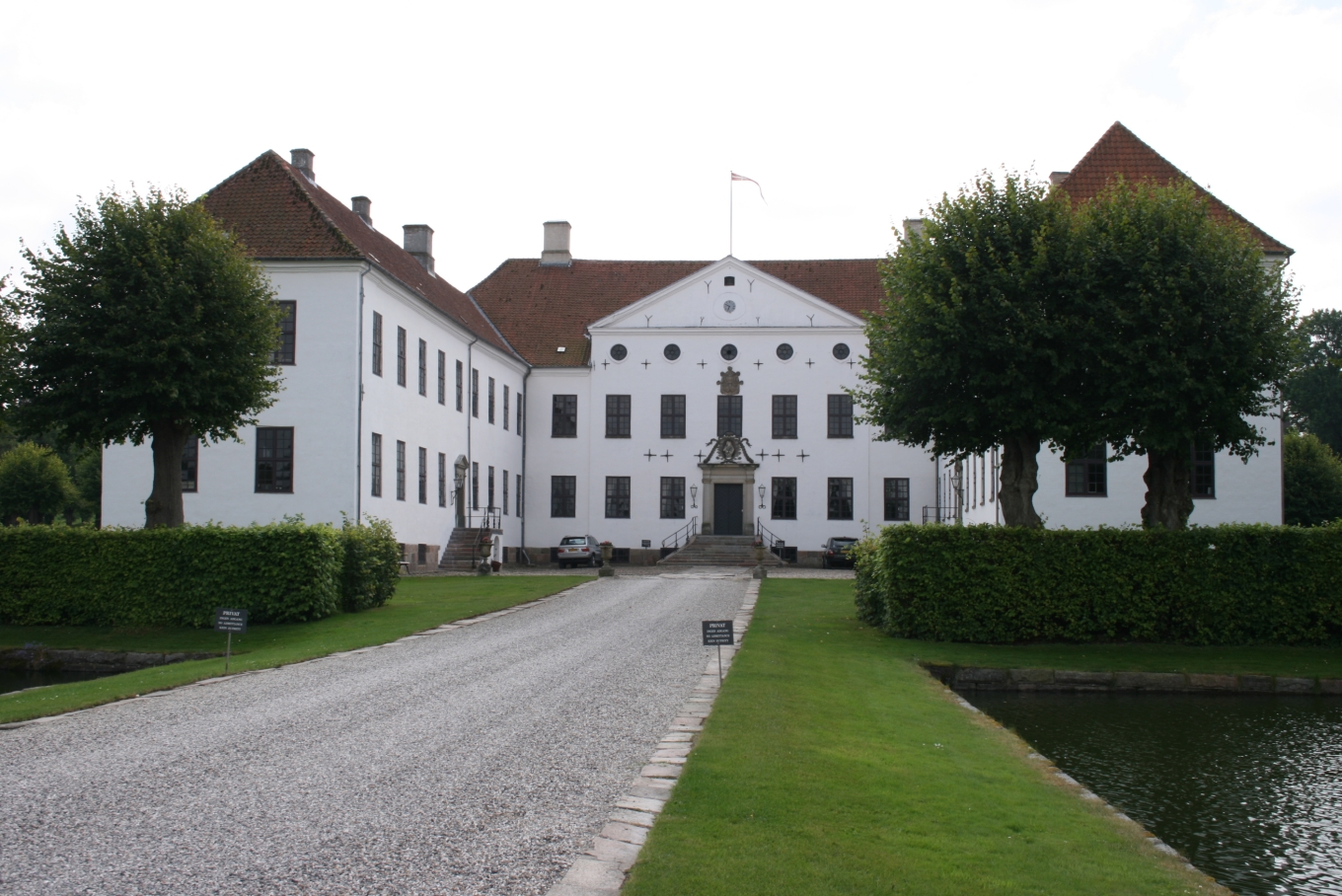
Schloss Clausholm
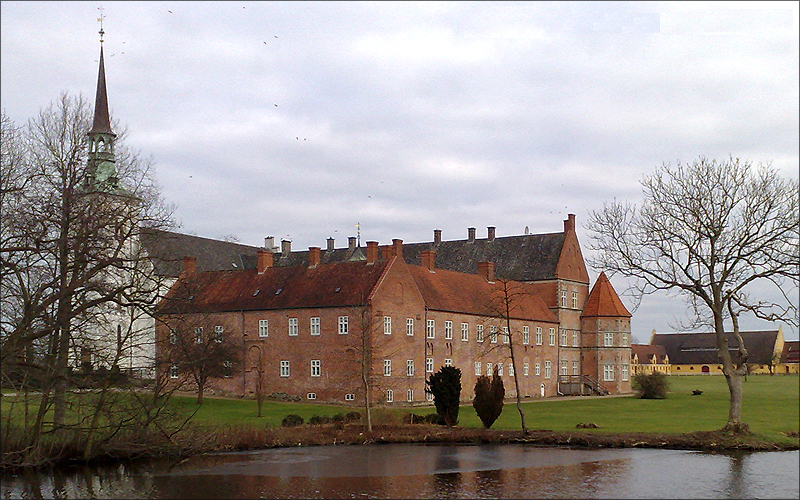
Schloss Brahetrolleborg
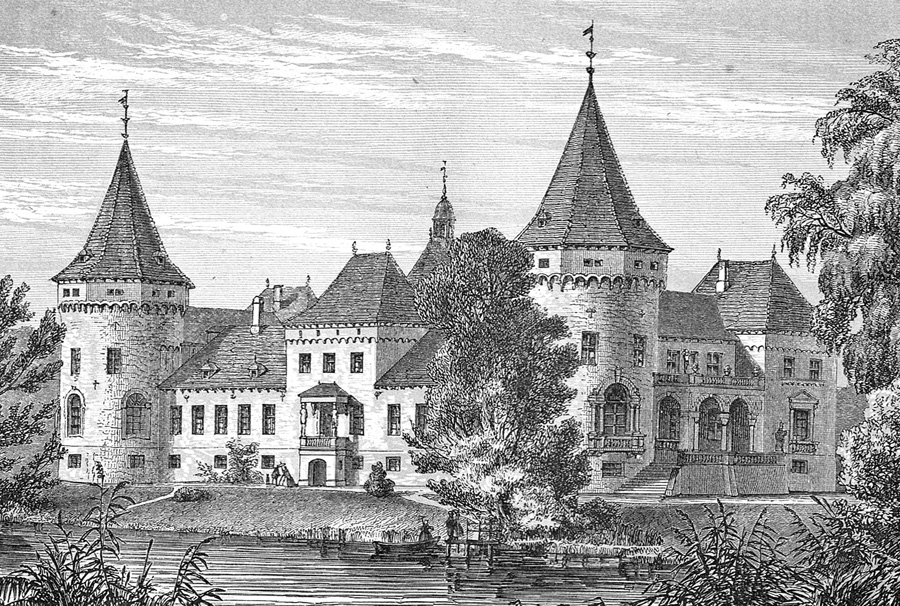
Gut Pederstrup
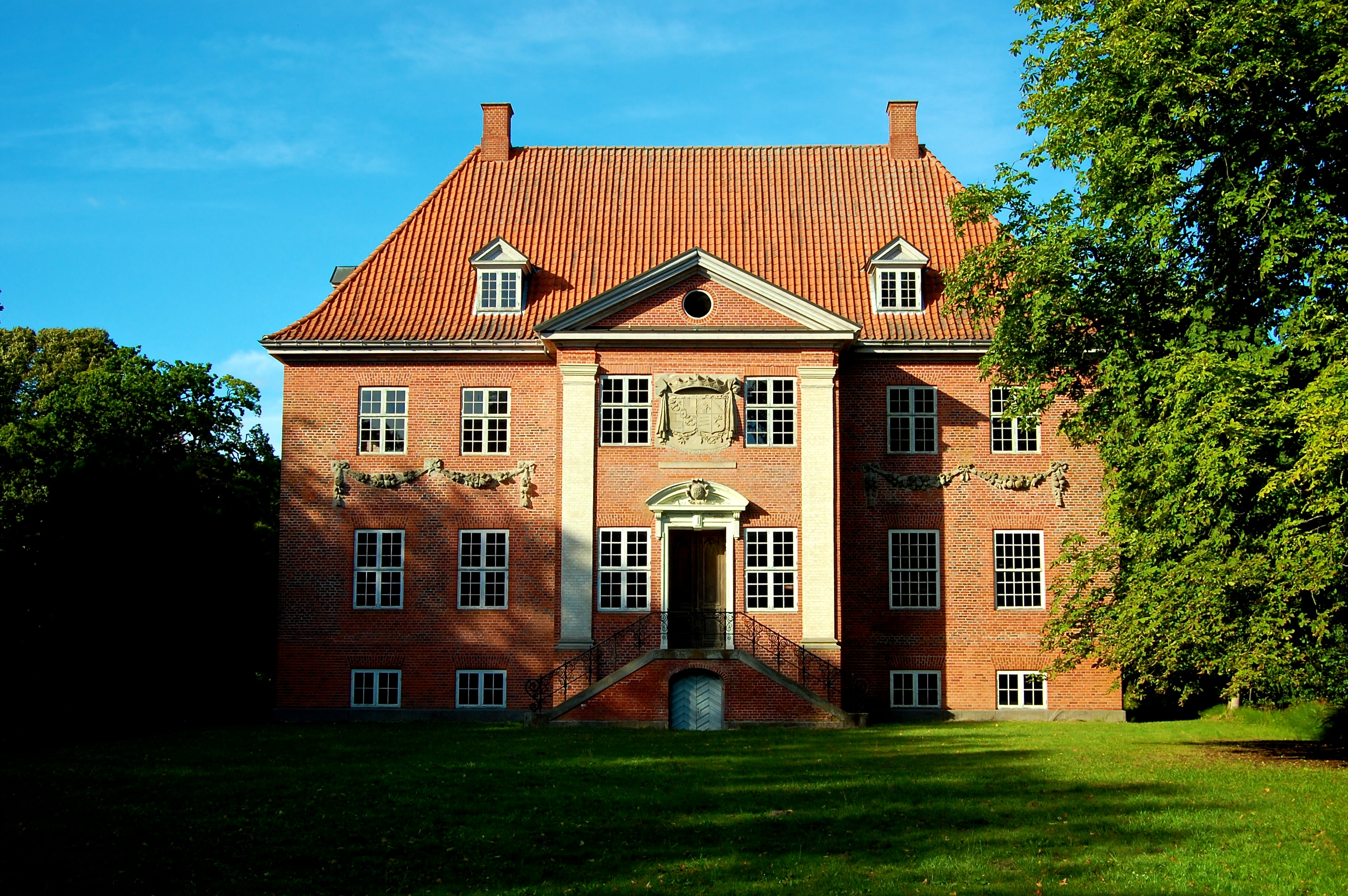
Gut Christianssæde
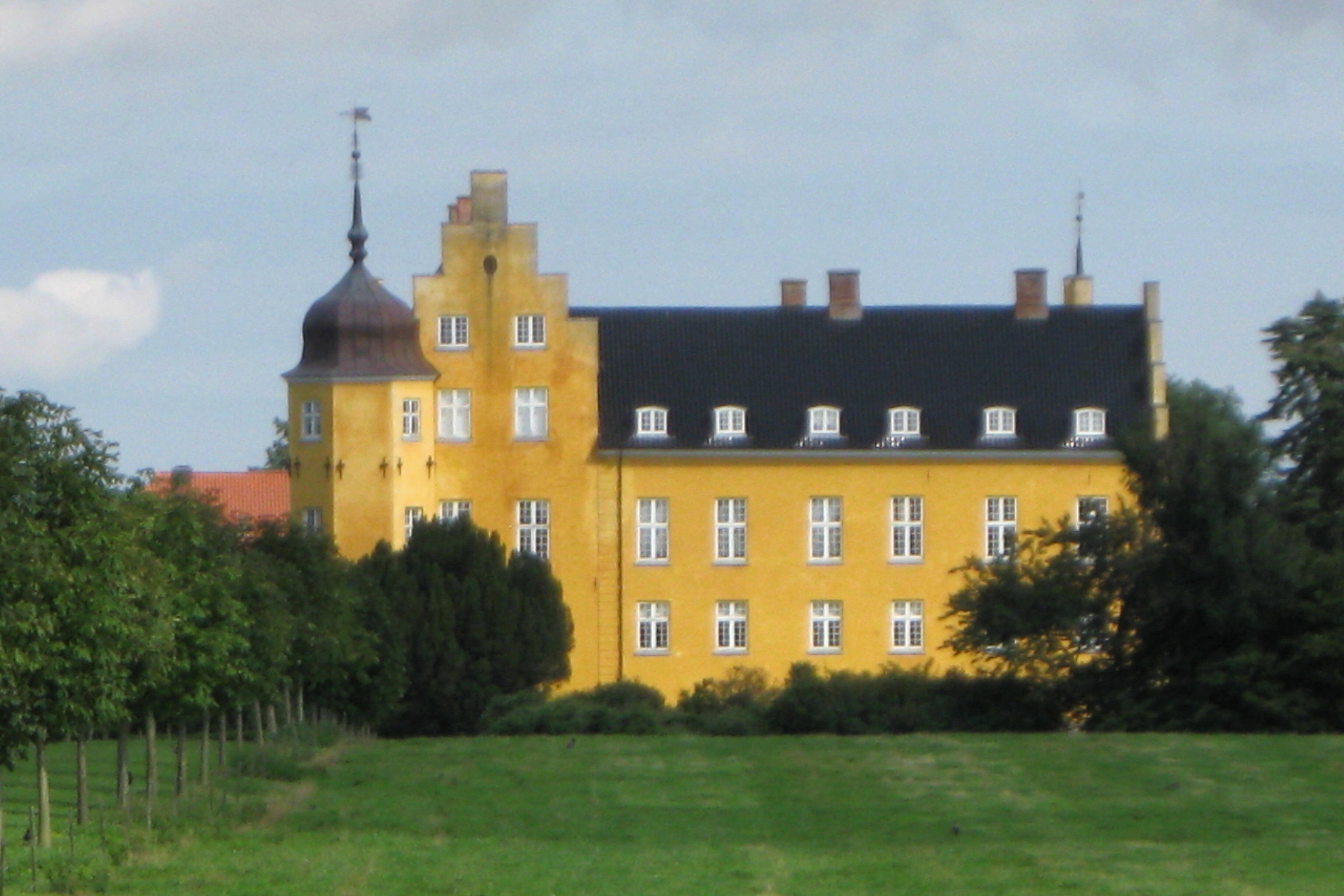
Schloss Krenkerup

## Wappen
Das Stammwappen der Familie ist im Zinnenschnitt von Silber über Rot geteilt. Auf dem Helm mit rot-silbernen Decken steht auf einer kurzen roten Stange ein ringsum mit silbernen Federn besetzter goldener Ring (Federspiel).

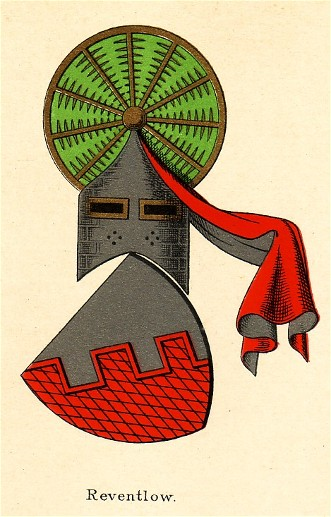
Wappen in Danmarks Adels Aarbog 1893
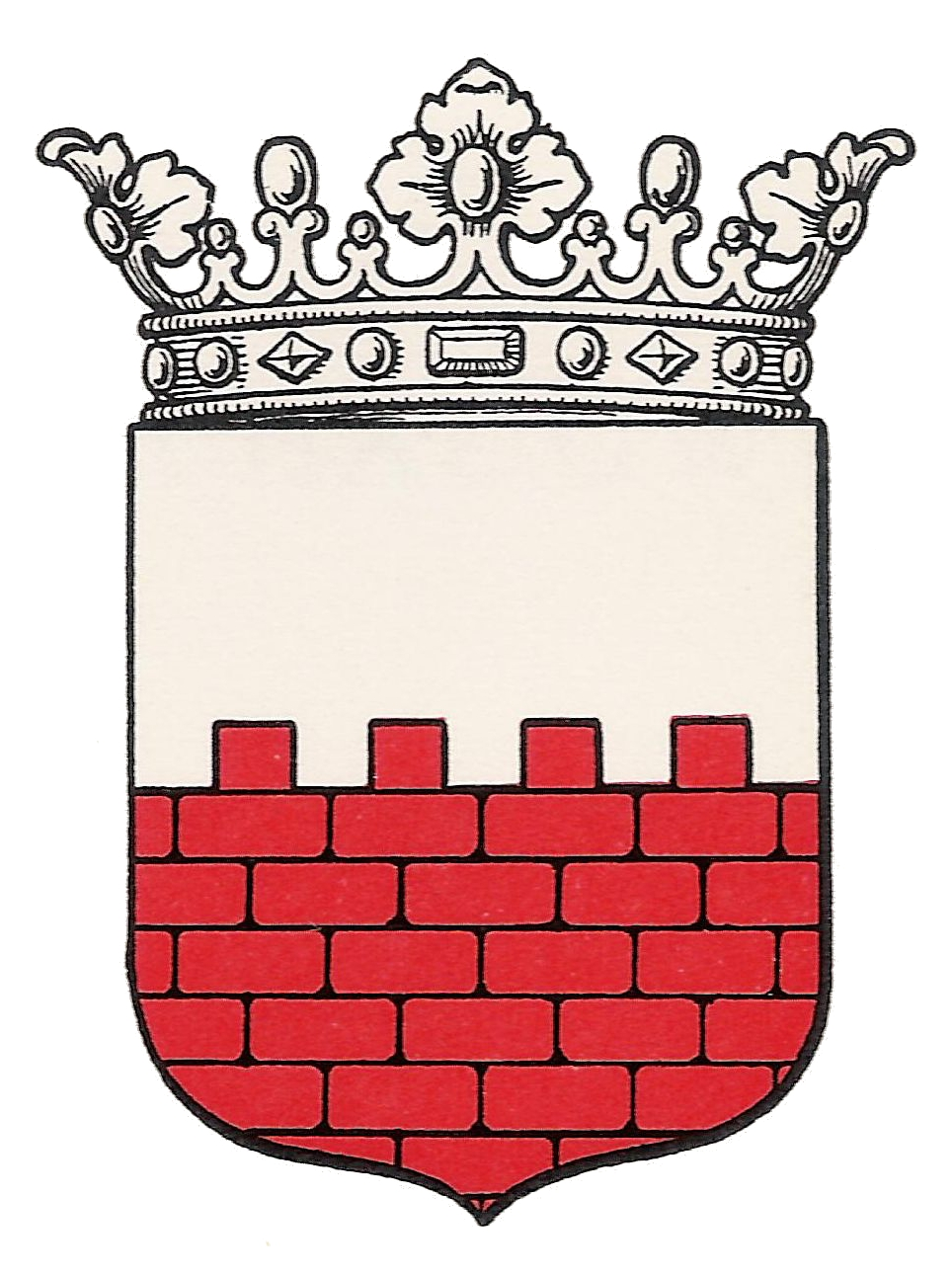
Wappen der Grafen zu Reventlow
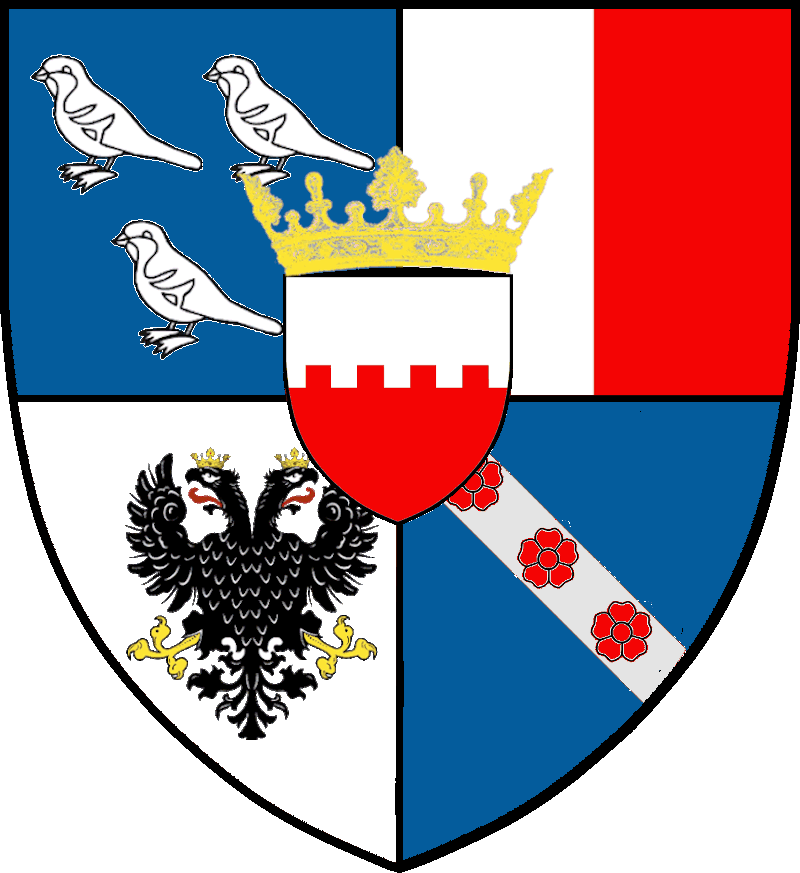
Wappen der Grafen Conrad von Reventlow (1644–1708) 1673

### Abgeleitete Ortswappen
Elemente und Farben aus dem Wappen der Familie Reventlow erscheinen noch heute in einigen schleswig-holsteinischen Kommunalwappen.

Ortswappen Altenhof (bei Eckernförde)
Ortswappen Martensrade
Ortswappen Windbergen

## Namensträger
- Hartwig Reventlow († zwischen 1353 und 1356), Ritter
- Hartwich von Reventlow († 1380), Abt des Klosters Reinfeld
- Lüder Reventlow (~1470–~1547), Arzt
- Detlev von Reventlow (1485–1536), erster evangelischer Bischof von Lübeck und dänischer Kanzler
- Iven Reventlow (~1495–1569), Ritter
- Detlef Reventlow (1600–1664), dänischer Kanzler für die deutschen Landesteile
  - Henning Reventlow (1640–1705), Amtmann in Flensburg
    - Anna Emerentia von Reventlow (1680–1753), Priorin des Klosters von Uetersen

  - Conrad Graf von Reventlow (1644–1708), dänischer Großkanzler und Premierminister
    - Christian Detlev von Reventlow (1671–1738), Oberpräsident in Altona
      - Conrad Detlev Reventlow (1704–1750) ⚭ Wilhelmine Auguste von Schleswig-Holstein-Sonderburg-Plön
      - Christian Detlev von Reventlow (1710–1775), dänischer Staatsmann
        - Christian Detlev von Reventlow (1748–1827), dänischer Staatsmann und Reformer, auf Christianssæde und Pederstrup
          - Ludwig Detlev Reventlow (1780–1857), dänischer Staatsmann
            - Arthur Graf von Reventlow (1817–1878), auf Sandbjerg, deutsch-dänischer Verwaltungsjurist
            - Ludwig von Reventlow (1824–1893), preußischer Landrat, Amtmann im Herzogtum Schleswig
              - Ernst Graf zu Reventlow (1869–1943), deutscher Schriftsteller, Kapitänleutnant und Politiker (NSDAP)
              - Ludwig von Reventlow (1864–1906), deutscher Jurist, Gutsbesitzer auf Wulfshagen und Politiker, MdR
              - Fanny (Franziska) zu Reventlow (1871–1918), deutsche Schriftstellerin
                - Rolf Reventlow (1897–1981), Sohn von Fanny zu Reventlow

          - Louise Sybille von Reventlow (1783–1848), Malerin

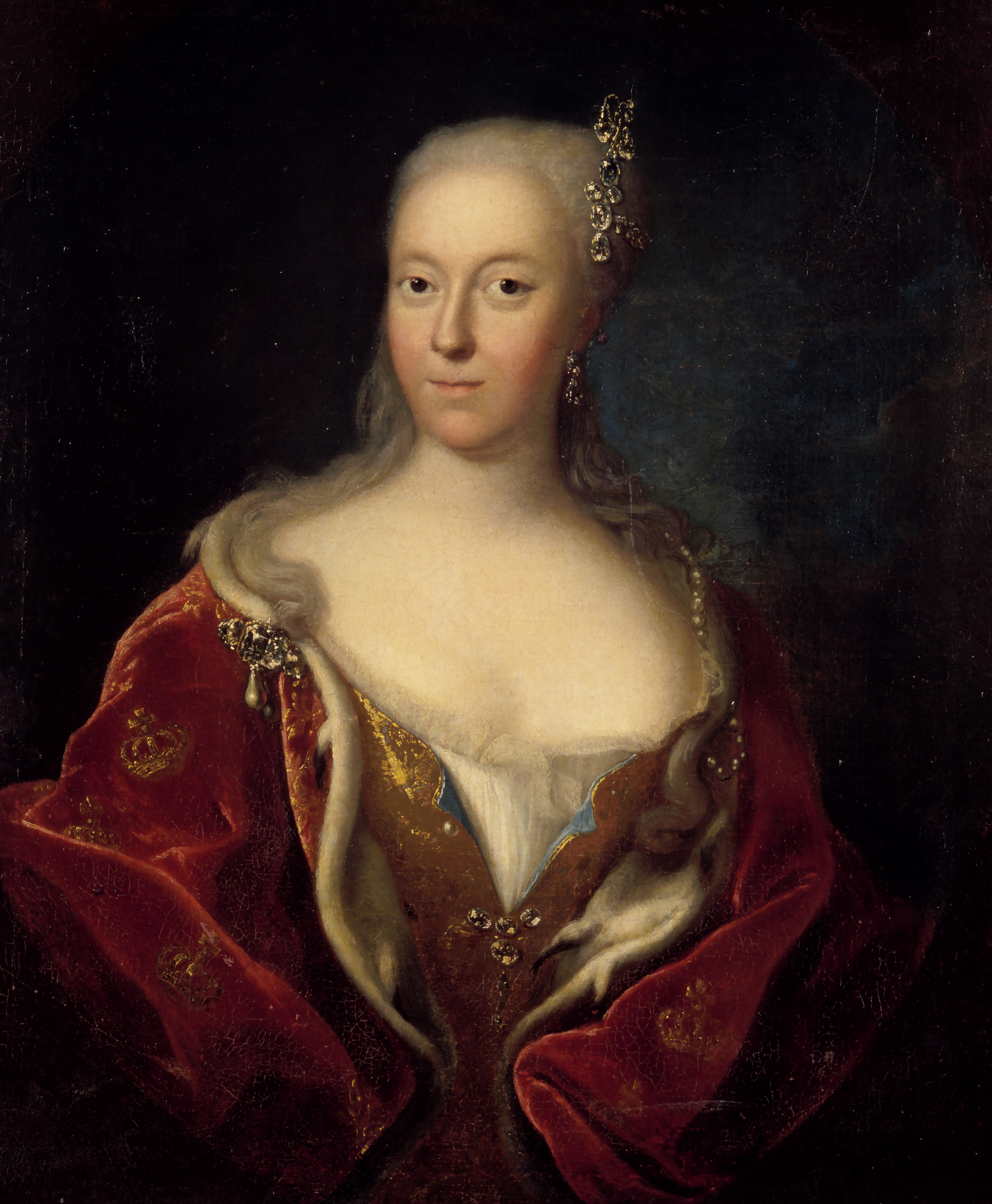
Anna Sophie von Reventlow (1693–1743), Königin von Dänemark

        - Anna Sophie von Reventlow (1693–1743), Königin von Dänemark Conrad Georg Reventlow (1749–1815), auf Sandbjerg
        - Johan Ludvig Reventlow (1751–1810), auf Brahetrolleborg

      - Christina Irmengardis (1711–1779) ⚭ Herzog Friedrich Karl von Schleswig-Holstein-Sonderburg-Plön

    - Christine Sophie (1672–1757) ⚭ I. Graf Niels Friis (1665–1699), ⚭ II. Ulrich Adolph Graf von Holstein-Holsteinborg
    - Anna Sophie von Reventlow (1693–1743), dänische Königin (1721–1730), ⚭ König Friedrich IV.

  - Friedrich von Reventlow (1649–1728), Geheimer Etats- und Landrat und Klosterprobst von Uetersen, auf Neuendorf
    - Claus von Reventlow (1693–1758), dänisch-deutscher Jurist, Präsident des Højesteret und Domherr, Gutsherr auf Osterrade und Kluvensiek

  - Detlev von Reventlow (1654–1701), Königlicher Geheimer Konferenz-, Etats- und Landrat
    - Heinrich von Reventlow (1678–1732), Kaiserlicher Hofrat und Klosterprobst von Uetersen

- Detlev Graf von Reventlow (1712–1783), Diplomat und Staatsmann in dänischen Diensten und Kurator der Universität Kiel
  - Cay Friedrich von Reventlow (1753–1834), Gutsherr auf Altenhof, Diplomat und Staatsmann in dänischen Diensten
    - Eugen von Reventlow (1798–1885), Gutsherr auf Altenhof mit Aschau und Glasau, Diplomat in dänischen und preußischen Diensten
    - Gottfried von Reventlow (1800–1870), Hofgerichtspräsident in Ratzeburg
    - Theodor von Reventlow (1801–1873), Gutsherr der holsteinischen Güter Jersbek und Stegen

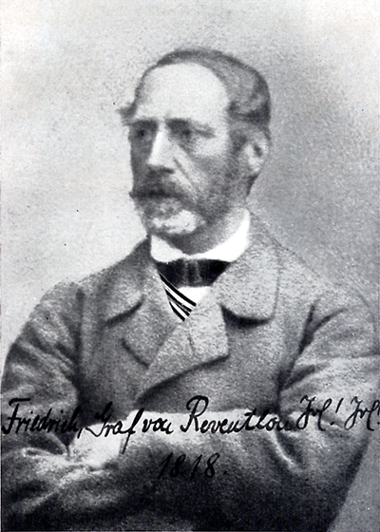
Friedrich Graf von Reventlow (1797–1874), 1849 bis 1851 Statthalter der Herzogtümer Schleswig und Holstein

  - Friedrich Graf von Reventlow (1797–1874), 1849 bis 1851 Statthalter der Herzogtümer Schleswig und HolsteinFriedrich Karl von Reventlow (1755–1828), Kurator der Universität Kiel und Besitzer von Gut Emkendorf

⚭ Friederike Juliane von Reventlow geb. Schimmelmann (1762–1816), Mittelpunkt des Emkendorfer Literaturkreises
- Heinrich von Reventlow (1763–1848), Generalmajor

⚭ Sophie Anna von Reventlow geb. Baudissin (1778–1853), Malerin
- Heinrich von Reventlow (1796–1842), Amtmann von Flensburg, Bordesholm, Kiel und Kronshagen

- Adeline Gräfin von Reventlow (1839–1924), deutsche Tiermalerin der Düsseldorfer Schule

- Friedrich Graf von Reventlow (1797–1874), Schleswig-holsteinischer Statthalter
- Ernst Christian von Reventlow (1799–1873) auf Farve (Reventlow-Farve), Gutsbesitzer und Politiker
- Christian Andreas Julius Reventlow (1807–1845), Amtmann und königlich-dänischer Kommissar

- Detlev von Reventlow (1876–1950), Verbandsfunktionär
  - Henning Graf Reventlow (1929–2010), deutscher evangelischer Theologe, Alttestamentler und Hochschullehrer
- Eduard Reventlow (1883–1963), dänischer Diplomat
- Else Reventlow geb. Reimann (1897–1984), deutsche Frauenrechtlerin
- Ernst Emil Kurt von Reventlow (1868–1933), Gutsherr auf Wittenberg und Klosterpropst zu Uetersen

- Heinrich von Reventlow-Criminil (1798–1869), dänischer Außenminister
  - Alfred Franz Carl von Reventlow-Criminil (1825–1898), dänisch-deutscher Diplomat und Gutsbesitzer
- Joseph von Reventlow-Criminil (1797–1850), Gutsbesitzer auf Emkendorf, Verwaltungsbeamter und Politiker
  - Carl Adelbert Felix Graf von Reventlow-Criminil (1821–1908), auf Emkendorf
    - Adolf Cécil Graf von Reventlow-Criminil (1861–1927), auf Emkendorf
      - Victor Graf von Reventlow-Criminil (1916–1992), dänischer Minderheitenpolitiker in Schleswig-Holstein

    - Diana von Reventlow-Criminil (1863–1953), wurde als Hallig-Gräfin auf Südfall bekannt
- Kurt Graf von Haugwitz-Hardenberg-Reventlow a.d.H. Krenkerup ⚭ 1935 Barbara Hutton
  - Lance Reventlow (1936–1972), dänisch-US-amerikanischer Rennfahrer

- Karl Otto Reventlow war ein Pseudonym des deutsch-dänischen Gedächtnisforschers und Journalisten Carl Christian Otto (1817–1873).